# Aigen-Schlägl
Aigen-Schlägl är en kommun i Österrike. Den ligger i distriktet Rohrbach i förbundslandet Oberösterreich, 180 kilometer väster om huvudstaden Wien. Kommunen bildades den 1 maj 2015 genom en sammanslagning av kommunerna Aigen im Mühlkreis och Schlägl. I öster gränsar kommunen till Tjeckien.
Kommunen består av 16 orter (Ortschaften) (inom parentes invånarantal 1 januari 2024).
Orter markerade med * efter namnet tillhörde före sammanslagningen Aigen im Mühlkreis, övriga tillhörde Schlägl.

- Aigen im Mühlkreis* (1 838)
- Baureith (227)
- Breitenstein (77)
- Diendorf (158)
- Geiselreith (56)
- Grünwald* (53)
- Kerschbaum (33)
- Natschlag (72)
- Rudolfing* (120)
- Sankt Wolfgang (28)
- Schlägl (443)
- Sonnenwald* (1)
- Unterneudorf (21)
- Weichsberg (69)
- Winkl (40)
- Wurmbrand (31)